# رزية قاسية
رزية قاسية (الاسم العلمي: Oryzopsis rigida) هي نوع نباتي يتبع جنس الرزية من فصيلة النجيلية.